# Edward Southwell (20e baron de Clifford)
Edward Southwell, 20e baron de Clifford (6 juin 1738-1er novembre 1777) est un homme politique britannique.

## Jeunesse

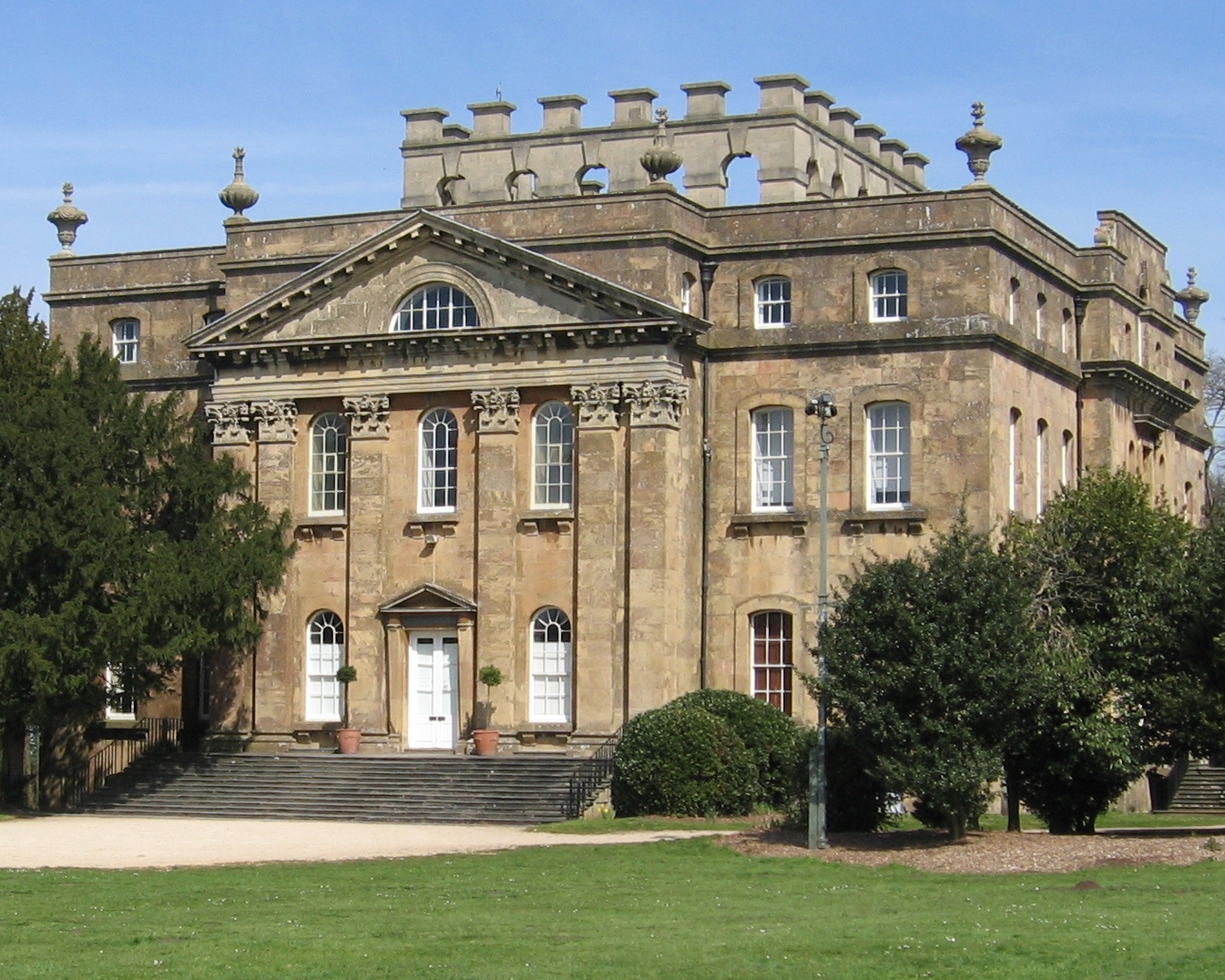
Kings Weston à Bristol

Il est le fils unique et héritier de Catherine Watson et Edward Southwell Jr. (1705-1755). Son père et son grand-père ont tous deux exercé les fonctions de secrétaire d'État principal pour l'Irlande.
Ses grands-parents paternels sont Edward Southwell Sr. (fils de Robert Southwell) et Elizabeth Cromwell (8e baronne Cromwell). Ses grands-parents maternels sont Edward Watson (vicomte Sondes) et Katherine Tufton, fille aînée de Thomas Tufton (6e comte de Thanet) et 18e baron de Clifford. Il est le neveu Thomas Watson (3e comte de Rockingham).
Il fait ses études à la Westminster School et au Pembroke College, à Cambridge. À la mort de son père en 1755, il hérite du domaine de Kings Weston, près de Bristol.

## Carrière
Il est élu député pour Bridgwater à la Chambre des Communes britannique le 28 mars 1761 et siège jusqu'en 1763. Le 23 novembre 1763, il est réélu pour le Gloucestershire, siégeant jusqu'en 1776. Il représente Kinsale à la Chambre des communes irlandaise de mai 1761 à 1768.
Le 17 avril 1776, la vacance de la baronnie de Clifford est suspendue à son profit et il entre à la Chambre des lords en tant que vingtième baron de Clifford. Margaret Coke, comtesse de Leicester (la plus jeune sœur de sa grand-mère maternelle), décédée le 28 février 1775, tenait auparavant la baronnie. Il est mort un an plus tard.

## Vie privée

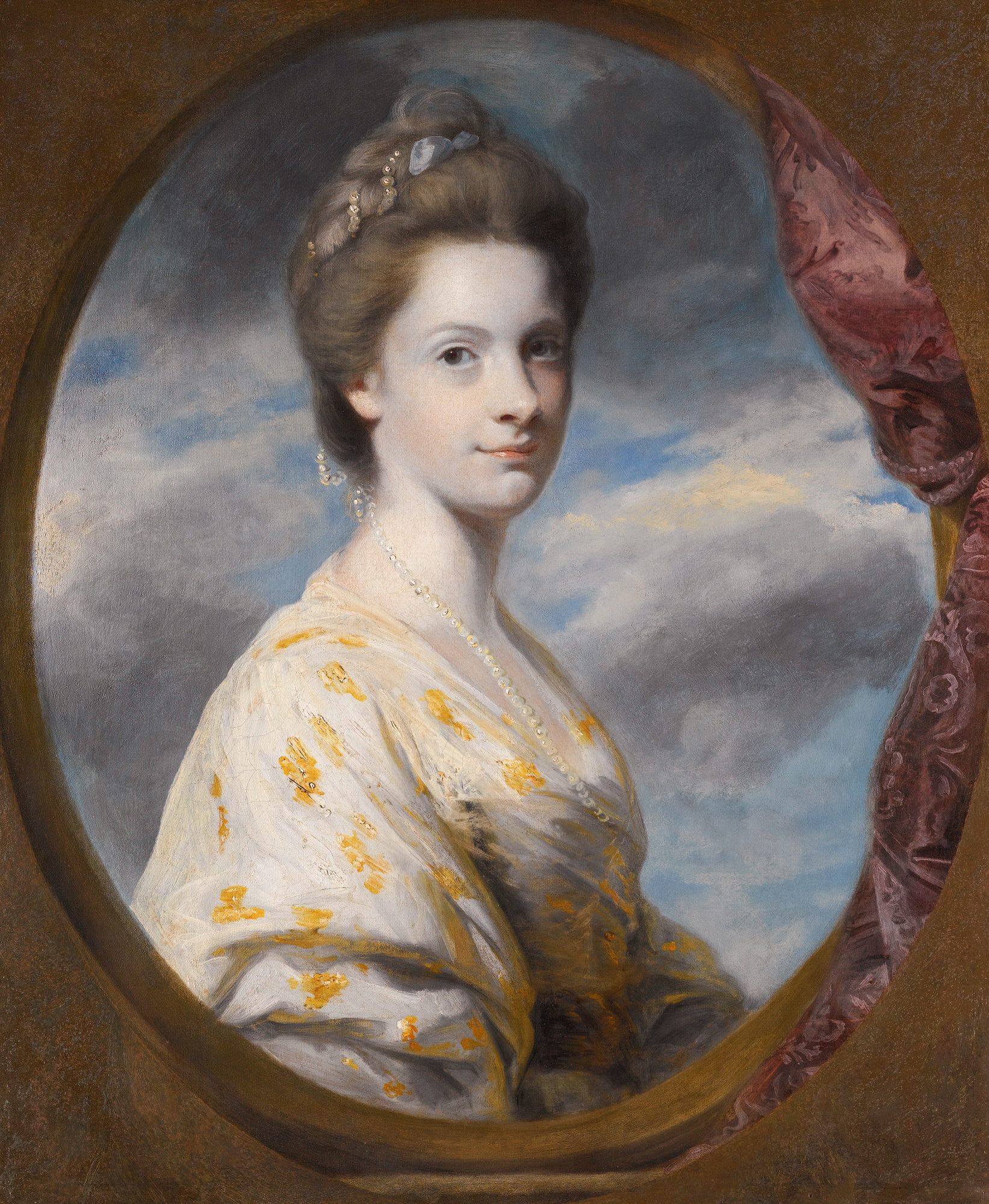
Sophia, Mme Edward Southwell, plus tard Lady de Clifford (1743-1828) (Joshua Reynolds, 1766)

Le 29 août 1765, Edward Southwell épouse Sophia Campbell, fille de Samuel Campbell, du mont Campbell, dans le comté de Leitrim. Ensemble, ils sont les parents d'un fils et de quatre filles :
- Edward Southwell (1767-1832), qui ne s'est pas marié[1].
- Catherine Southwell (décédée en 1801), mariée au colonel George Kein Hayward Coussmaker (1759-1801) en 1790
- Sophia Southwell (1771-1795), qui épouse John Townshend (2e vicomte Sydney) en 1790[5]
- Elizabeth Southwell (1776-1817), qui épouse William Keppel (4e comte d'Albemarle) en 1792[6]
- Henrietta Southwell, qui épouse Frederick Delmé en 1799.

Le baron de Clifford décède le 1er novembre 1777 et est enterré à Henbury, Gloucestershire. Après sa mort, sa veuve, la dame de Clifford, est nommée gouvernante de la princesse Charlotte, fille du futur roi George IV. Son fils aîné, décédé sans aucune descendance, lui succède en tant que 21e baron de Clifford et est remplacé par la petite-fille du 20e baron, Sophia Coussmaker (1791–1874), qui devient la 22e baronne de Clifford suo jure, après la mort de son oncle en 1832.
Les documents relatifs à Edward Southwell, notamment les papiers de famille, les actes de propriété, les registres financiers et les registres successoraux, sont conservés aux archives Bristol (réf. 42725 et 45317) (page 1 du catalogue en ligne, page 2 du catalogue en ligne ).